# Chris Philipps
Chris Philipps (* 8. März 1994 in Wiltz) ist ein luxemburgischer Fußballspieler.

## Karriere

### Verein
Philipps begann das Fussballspielen beim FC Green Boys 77 Harlange-Tarchamps. Im Alter von 13 Jahren wechselte er in die Jugend von Etzella Ettelbrück und wenig später in die Jugendakademie des FC Metz. Anfang 2013 unterschrieb er seinen ersten Profivertrag über fünf Jahre. Am 21. Oktober 2013 gab Philipps beim 0:3-Sieg bei Stade Brest sein Debüt in der Profimannschaft des FC Metz und schaffte in der gleichen Saison den Aufstieg in die französische Ligue 1.
Nach dem Abstieg in die Ligue 2 wechselte Chris Philipps zur Saison 2015/16 für ein Jahr auf Leihbasis zu Preußen Münster, wo er es auf 25 Einsätze (1 Vorlage) in der 3. Liga brachte. Zur Saison 2016/17 kehrte Philipps zum FC Metz, mittlerweile wieder in die Ligue 1 aufgestiegen, zurück. In anderthalb Jahren kam er für den französischen Verein auf insgesamt 28 Pflichtspiele (kein Tor).
In der Winterpause 2017/18 wurde er vom polnischen Spitzenklub Legia Warschau verpflichtet. Einer der Gründe für den Wechsel war die negative Atmosphäre gegenüber luxemburgischen Spielern beim FC Metz. Mit dem Klub gewann er am Ende der Spielzeit das nationale Double aus Meisterschaft und Pokalsieg. Am Abend des 6. Januar 2019 teilte ihm Legia mit, dass er trotz eines bis zum 31. Dezember 2019 laufenden Vertrages mit sofortiger Wirkung freigestellt sei. Da sich kein interessierter Verein fand, wurde Philipps in die Reserve-Mannschaft von Legia versetzt.
Nach Vertragsende wechselte Philipps im Januar 2020 zum belgischen Zweitligisten Lommel SK, wo er einen Vertrag bis zum Saisonende mit Option auf ein weiteres Jahr unterschrieb. Aufgrund einer Fußverletzung stand er lediglich bei den beiden letzten Spielen der Saison 2019/20 für Lommel auf dem Platz. Die anschließende Play-off-Runde wurde aufgrund der COVID-19-Pandemie nicht ausgetragen. Nachdem Lommel zum Saisonende die Verlängerungsoption nicht nutzte, hat Chris Phillips während mehreren Wochen beim FC Wiltz 71 trainiert und wurde am 8. November 2020 als neuer Spieler veröffentlicht. Dort kam er bisher auf 110 Spiele und 14 Treffer in der BGL Ligue, bevor er 2025 in die zweitklassige Ehrenpromotion abstieg.

### Nationalmannschaft
Für die U-Nationalmannschaften seines Heimatlandes kam Philipps zu diversen Einsätzen, u. a. drei Spiele bei der U17-EM Eliterunde 2009 in Luxemburg. Am 29. Februar 2012 debütierte er für die A-Nationalmannschaft in einem Freundschaftsspiel gegen Mazedonien. Bei dem 2:1-Sieg durfte er über 90 Minuten mitwirken. Bis 2019 Jahren absolvierte Philipps dinsgesamt 54 Länderspiele, ein Treffer gelang ihm jedoch nicht. Im Juni 2024 wurde er dann wieder überraschend von Nationaltrainer Luc Holtz für die Testspiele in Frankreich (0:3) und Belgien (0:3) berufen und kam in beiden Partien zum Einsatz.

## Erfolge

### Verein
- Französischer Zweitligameister: 2014
- Polnischer Meister 2018
- Polnischer Pokalsieger 2018

### Auszeichnungen
- Sportspress.lu Prix du meilleur jeune 2012